# All I Wanna Do Is Make Love to You
«All I Wanna Do Is Make Love to You» o también «All I Wanna Do» —en español «Lo único que deseo es hacerte el amor»— es una canción grabada por la banda de rock canadiense Heart. Fue compuesta por el compositor y productor Robert Lange y lanzada como el primer sencillo del décimo álbum de estudio de la banda, Brigade y el primer sencillo exitoso de la década de 1990. La canción fue primero grabada como «All I Want to Do Is Make Love to You» por Dobie Gray en 1979.
En la canción, Ann Wilson describe una relación casual con un hombre, y su encuentro con él tiempo después, en el que le revela que lo había utilizado para quedar embarazada, dado que el hombre a quien ama no podía darle hijos. El sencillo de 7" fue lanzado y editado en una versión de 4:10 de la pista del álbum, de 5:10. Las versiones 12" y sencillo en CD presentaban una pista no-LP llamada «Cruel Tears», mientras que hubo un sencillo de 12" versión "tour" exclusivamente para el Reino Unido, en formato vinilo.
«All I Wanna Do Is Make Love to You» fue un éxito, estando dos semanas en el número dos de la lista Billboard Hot 100 de Estados Unidos, alcanzando el número ocho en UK Singles Chart y el número uno en Canadá, Australia y Sweden. También fue nominado a los Premios Grammy por Mejor interpretación de grupo pop vocal, y es el único sencillo de Heart que fue certificado por disco de oro por Recording Industry Association of America. En la lista Adult Contemporary, la canción alcanzó el número seis, convirtiéndose en el cuarto top ten de Heart luego de «These Dreams» y «Alone».
En las notas del álbum de Heart The Road Home, Ann Wilson comentó que a la banda no le gustaba la canción, diciendo «En realidad habíamos jurado evitarla porque en cierto modo representaba todo aquello de lo cual queríamos alejarnos. Fue una canción de "Mutt" Lange, quien nos gustaba, y fue originalmente escrita para Don Henley, pero había mucha presión sobre nosotras para que hiciéramos la canción al mismo tiempo.»
Halestorm ha versionado esta canción múltiples veces y la lanzó en su EP ReAnimate.

## Posicionamiento
| Lista (1990)                                  | Máxima posición |
| --------------------------------------------- | --------------- |
| Listas musicales de Australia                 | 1               |
| Ö3 Austria Top 40                             | 30              |
| Ultratop                                      | 5               |
| Canadian Adult Contemporary Chart             | 12              |
| Canadian Singles Chart                        | 1               |
| Dutch Top 40                                  | 4               |
| Syndicat National de l'Édition Phonographique | 10              |
| Media Control Charts                          | 23              |
| Irish Singles Chart                           | 11              |
| Recording Industry Association of New Zealand | 4               |
| VG-lista                                      | 3               |
| Sverigetopplistan                             | 2               |
| Swiss Music Charts                            | 12              |
| UK Singles Chart                              | 8               |
| Billboard Hot 100                             | 2               |
| Billboard Adult Contemporary Tracks           | 6               |
| Billboard Maintstream Rock Tracks             | 2               |